# Hirooki Arai
Hirooki Arai (jap. 荒井広宙 Arai Hirooki; ur. 18 maja 1988 w Wajimie) – japoński lekkoatleta, specjalizujący się w chodzie sportowym na 50 kilometrów.
Jego najważniejszym osiągnięciem jest brązowy medal igrzysk olimpijskich w Rio de Janeiro. Rok później sięgnął po srebro światowego czempionatu w Londynie.
Złoty medalista mistrzostw Japonii.

## Osiągnięcia
| Rok  | Zawody                                 | Miasto         | Konkurencja   | Miejsce     | Wynik   |
| ---- | -------------------------------------- | -------------- | ------------- | ----------- | ------- |
| 2011 | Mistrzostwa świata                     | Daegu          | chód na 50 km | 9. miejsce  | 3:48:40 |
| 2012 | Puchar świata w chodzie                | Sarańsk        | chód na 20 km | 57. miejsce | 1:27:17 |
| 2013 | Mistrzostwa świata                     | Moskwa         | chód na 50 km | 11. miejsce | 3:45:56 |
| 2015 | Mistrzostwa świata                     | Pekin          | chód na 50 km | 4. miejsce  | 3:43:44 |
| 2016 | Igrzyska olimpijskie                   | Rio de Janeiro | chód na 50 km | 3. miejsce  | 3:41:24 |
| 2017 | Mistrzostwa świata                     | Londyn         | chód na 50 km | 2. miejsce  | 3:41:17 |
| 2018 | Drużynowe mistrzostwa świata w chodzie | Taicang        | chód na 50 km | 1. miejsce  | 3:44:25 |
| 2019 | Mistrzostwa Azji w chodzie             | Nomi           | chód na 20 km | 18. miejsce | 1:22:16 |

## Rekordy życiowe
| Konkurencja           | Rezultat | Data                 | Miejsce   |
| --------------------- | -------- | -------------------- | --------- |
| Chód na 5000 metrów   | 19:05,46 | 21 maja 2016         | Kumagaya  |
| Chód na 10 000 metrów | 39:17,66 | 11 października 2014 | Yamaguchi |
| Chód na 10 kilometrów | 39:32    | 19 lutego 2017       | Kobe      |
| Chód na 20 kilometrów | 1:19:00  | 17 lutego 2019       | Kobe      |
| Chód na 50 kilometrów | 3:40:20  | 19 kwietnia 2015     | Wajima    |